# Sára Bácskai
Sára Bácskai, née le 20 juin 1999 est une patineuse de vitesse sur piste courte hongroise. Elle fait partie de l'équipe olympique hongroise pour les jeux olympiques d'hiver de 2018. Elle participe aux  relais 3 000 m.